# ادی فولر (بازیکن فوتبال اهل انگلستان)
ادی فولر (انگلیسی: Eddie Fuller؛ 25 June 1900 – ۹ ژوئن ۱۹۶۶ (۶۵ سال)) بازیکن فوتبال اهل بریتانیا بود.
از باشگاه‌هایی که در آن بازی کرده‌است می‌توان به باشگاه فوتبال واتفورد، باشگاه فوتبال برایتون اند هوو آلبیون، و باشگاه فوتبال وورتینگ اشاره کرد.